# Porr – en bästsäljande historia
Porr – en bästsäljande historia. Ett undersökande reportage från porrens bakgårdar och finrum, (ISBN 91-518-4376-5), Prisma bokförlag, 307 sidor, är en bok om pornografi, skriven 2005 av Mattias Andersson.

## Recensioner
- Aftonbladet